# Simkinia elongata
Simkinia elongata är en kvalsterart som beskrevs av Krivolutsky 1969. Simkinia elongata ingår i släktet Simkinia och familjen Hemileiidae. Inga underarter finns listade i Catalogue of Life.